# Frances the Mute
Frances the Mute je drugi studijski konceptualni album skupine progresivnega rocka The Mars Volta, izdan 1. marca 2005. Besedila so v španščini in angleščini. Nanj je močno vplival jazz in latinsko-ameriška glasba, kar je najbolj opazno v skladbi »L'Via L'Viaquez«.
Frances the Mute je s svojimi skrivnostnimi in zgovornimi besedili ter improviziranimi vstavki primerljiv z De-Loused in the Comatorium, čeprav so bolj občutni vplivi progresivnega in psihedeličnega rocka. Glasba poskuša ustvari ambient. »Miranda That Ghost Just Isn't Holy Anymore,« se tako začne s štiriminutnim »žabjim petjem«, medtem ko je v ozadju čutiti nežne zvoke Cedricovega vokala in sintetizatorja.

## Seznam pesmi
Po tem, ko je bila skladba »Frances the Mute« odstranjena, da bi dolžina albuma ustrezala CD-ju, se je skupina odločila, da bo imel album 5 pesmi, od katerih bi vsaka predstavljala eno osebo. Ker pa je bilo skladb premalo za LP izdajo in bi album postal EP (kljub skupni dolžini), so pesem »Cassandra Gemini« razdelili na osem delov, ki pa ne predstavljajo prvotne razdelitve pesmi (glej uraden seznam pesmi).

### Uraden seznam pesmi
To je uraden seznam pesmi, ki je natisnejn tudi na CD-ju, kar je privedlo do zmede med prvimi poslušalci.
1. »Cygnus....Vismund Cygnus«4 – 13:08
  1. »Sarcophagi«
  2. »Umbilical Syllables«
  3. »Facilis Descenus Averni«2
  4. »Con Safo«
2. »The Widow« – 5:57
3. »L'Via L'Viaquez« – 12:27
4. »Miranda That Ghost Just Isn't Holy Anymore« – 13:09
  1. »Vade Mecum«3
  2. »Pour Another Icepick«
  3. »Pisacis« (Phra-Men-Ma)
  4. »Con Safo«
5. »Cassandra Gemini« – 32:32
  1. »Tarantism«
  2. »Plant a Nail in the Navel Stream«
  3. »Faminepulse«
  4. »Multiple Spouse Wounds«
  5. »Sarcophagi«

### Seznam pesmi naCD-ju
Zaradi težav z založbo je skupina razdelila peto pesem na osem delov.
1. »Cygnus...Vismund Cygnus« – 13:02
2. »The Widow« – 5:50
3. »L'Via L'Viaquez« – 12:21
4. »Miranda, That Ghost Just Isn't Holy Anymore« – 13:08
5. »Cassandra Gemini I« – 4:45
6. »Cassandra Gemini II« – 6:40
7. »Cassandra Gemini III« – 2:55
8. »Cassandra Gemini IV« – 7:41
9. »Cassandra Gemini V« – 4:59
10. »Cassandra Gemini VI« – 3:48
11. »Cassandra Gemini VII« – 0:48
12. »Cassandra Gemini VIII« – 0:53

## Zasedba
- Omar Rodriguez-Lopez - kitara
- Cedric Bixler-Zavala - vokal
- Jon Theodore - bobni
- Isaiah Ikey Owens - klaviature
- Juan Alderete - bas kitara
- Marcel Rodriguez-Lopez - tolkala

### Pomožni glasbeniki
- Michael Balzary - trobenta
- John Frusciante - dvakrat kitarski solo v »L'Via L'Viaquez«
- Larry Harlow - klavir / klarinet v »L'Via L'Viaquez« in »Cassandra Gemini«
- Lenny Castro - dodatna tolkala
- Adrian Terrazas - tenor saksofon / flavta na »Cassandra Gemini«
- David Campbell - strunska glasbila
- Žabe coquí iz Portorika
- violine:
  - Fernano Moreno
  - Erick Hernandez
  - Diego Casillas
  - Ernesto Molina
  - Joel Derouin
  - Roberto Cani
  - Mario De Leon
  - Peter Kent
  - Josefina Vergara
- trobente:
  - Salvador (Chava) Hernandez
  - Wayne Bergeron
  - Suzie Katayama
  - Randy Jones (igral tudi tubo)
  - Larry Corbett (igral tudi čelo)
  - Roger Manning (igral tudi klavir)
  - Nicholas Lane (igral tudi pozavno)
  - William Reichenbach (igral tudi bas pozavno)

## Uvrstitev na lestvicah
Album
| Leto | Lestvica                      | Mesto |
| ---- | ----------------------------- | ----- |
| 2005 | European Top 100 Albums       | -     |
| 2005 | The Billboard 200             | 4     |
| 2005 | Top Canadian Albums           | 6     |
| 2005 | Top Internet Albums           | 4     |
| 2005 | UK Albums Chart               | 23    |
| 2005 | Norway Albums Chart           | 1     |
| 2005 | ARIA Album Chart (Avstralija) | 9     |

Singli
| Leto | Singl       | Lestvica                 | Mesto |
| ---- | ----------- | ------------------------ | ----- |
| 2005 | »The Widow« | European Hot 100 Singles | -     |
| 2005 | »The Widow« | Mainstream Rock Tracks   | 26    |
| 2005 | »The Widow« | Modern Rock Tracks       | 7     |
| 2005 | »The Widow« | The Billboard Hot 100    | 95    |
| 2005 | »The Widow« | UK Singles Chart         | 20    |